# ردبرد اسمیت (اکلاهما)
ردبرد اسمیت(به انگلیسی: Redbird Smith) شهری در ایالت اکلاهما کشور ایالات متحده آمریکا است که جمعیت آن در سرشماری سال ۲۰۱۰ میلادی، ۴۶۵ نفر بوده‌است.